# Monocots
In het APG II-systeem (2003) en het APG III-systeem (2009) wordt de naam monocots of monocotylen gebruikt voor een van de hoofdgroepen van het systeem. De andere hoofdgroep is die van de eudicots, met als derde belangrijke groep die van de magnoliids.
Deze groep van de monocots is niet zozeer een taxon met een rang alswel een "clade". De naam is in het meervoud en wordt niet (of niet per se) met een hoofdletter geschreven en niet gecursiveerd. Wat betreft buitenomgrenzing van deze clade zijn dit dezelfde planten als de monocotylen of eenzaadlobbigen. Deze heetten in het Cronquist systeem (1981) de Liliopsida en in het Dahlgren systeem, alsook in het Thorne systeem, de Liliidae.
In elk van die systemen is de interne indeling van de groep telkens anders. Zo ook hier, met als meest zichtbare verschil dat intern de clade erkend wordt van de commelinids / Commeliniden. In deze clade worden de volgende ordes erkend (met vooraan in elke clade een families die niet in een orde geplaatst zijn):
- clade angiosperms (bedektzadigen)
  - clade magnoliids (magnoliiden)
  - clade monocots
    - orde Acorales
    - orde Alismatales
    - orde Asparagales
    - orde Dioscoreales
    - orde Liliales
    - orde Pandanales
    - orde Petrosaviales
    -  clade commelinids (commeliniden) (in de 23e druk van de Heukels)
      - familie Dasypogonaceae
      - orde Arecales
      - orde Commelinales
      - orde Poales
      -  orde Zingiberales

  - clade: orde Ceratophyllales (zustergroep van eudicots)
  -  clade eudicots